# Hindustan Aeronautics

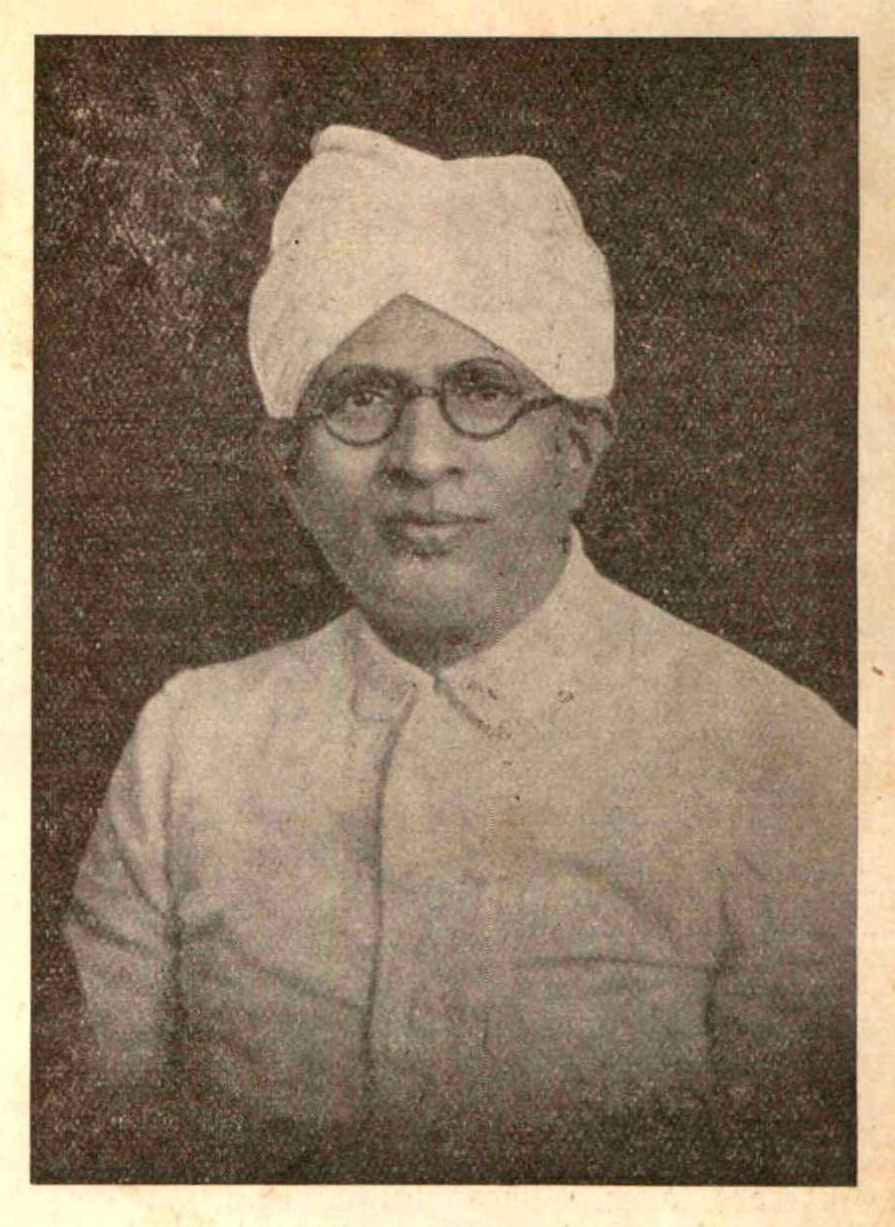
Основатель и первый исполнительный директор HAL Валчанд Хирачанд в 1939 году

Hindustan Aeronautics Limited («Хиндустан Аэронотикс», хинди हिन्दुस्तान एरनॅटिक्स लिमिटेड), сокращенно HAL (хинди हि ए लि) — ведущая индийская авиастроительная компания. Производит самолеты, вертолеты, авиационные двигатели, детали и запчасти, как собственной разработки, так и по лицензии. Штаб-квартира находится в Бангалоре. HAL управляется советом директоров, назначаемым президентом Индии через Министерство обороны правительства Индии.

## История
Компания была основана 23 декабря 1940 года при содействии властей княжества Майсура и изначально называлась Hindustan Aircraft. Основателем и первым исполнительным директором был индийский предприниматель Валчанд Хирачанд. В 1942 году была национализирована британскими властями и фабрика компании была превращена в ремонтный центр для американской военной авиации. Из-за проблем с качеством работы и издержками, в 1943 году управление фабрикой было передано 84-му воздушному депо ВВС Армии США. Первым самолетом, подвергшимся капитальному ремонту, был Consolidated PBY Catalina, за ним последовали все остальные типы самолетов, эксплуатируемых в Индии и Бирме. В 1947 году Индия стала независимой и компания перешла индийскому правительству. Когда два года спустя предприятие вернулось под контроль Индии, оно стало одним из крупнейших ремонтно-ремонтных организаций в Южной Азии. В ходе послевоенной реорганизации компания производила железнодорожные вагоны в качестве временного вида деятельности. Общее количество вагонов широкой колеи, выпущенных компанией Hindustan Aircraft  в 1954 году, составило 158 штук.
Hindustan Aeronautics Limited (HAL) была образована 1 октября 1964 года, когда Hindustan Aircraft Limited присоединилась к консорциуму, образованному в июне авиационным производственным комплексом ВВС Индии в Канпуре и производственными подразделениями, недавно созданнами для производства МиГ-21 по лицензии, а новые заводы планировалось построить в Корапуте, Насике и Хайдарабаде. Хотя HAL изначально не разрабатывала новые модели истребителей, за исключением HF-24 Marut, компания сыграла решающую роль в модернизации ВВС Индии. В 1957 году компания начала производство реактивных двигателей Bristol Siddeley Orpheus по лицензии на новом заводе, расположенном в Бангалоре.
В 1980-х годах деятельность HAL резко возросла, что привело к разработке новых отечественных образцов авиатехники, таких как HAL Tejas и HAL Dhruv. HAL также разработала усовершенствованную версию МиГ-21 Микояна-Гуревича, известную как MiG-21UPG Bison (МиГ-21-93), которая увеличила срок его службы более чем на 20 лет. HAL также получила несколько многомиллионных контрактов от ведущих международных аэрокосмических компаний, таких как Airbus, Boeing и Honeywell, на производство запасных частей и двигателей для самолетов.
В марте 2017 года исполнительный директор HAL Т. Суварна Раджу объявил, что компания завершила разработку планов по программе модернизации производства. В течение следующих 10 лет компания планирует произвести около 1000 военных вертолетов, в том числе Ка-226, по программам LCH (Light Combat Helicopter - легкий боевой вертолет) и ALH (Advanced Light Helicopter - перспективный боевой вертолет), а также более 100 самолетов. HAL будет производить вертолет  в рамках соглашения о совместном предприятии с российскими оборонными предприятиями. Ка-226Т заменит парк устаревших вертолетов HAL Cheetah (лицензионная версия Аэроспасьяль SA 315В "Лама"). В течение следующих 5 лет HAL проведет масштабную модернизацию почти всего истребительного парка ВВС Индии, включая Су-30МКИ, Jaguar, Mirage 2000 и Hawker Siddeley Hawk, чтобы сделать их «более смертоносными». В период с 2018 по 2019 год компания планировала поставить ВВС 123 легких боевых самолета Tejas из расчета 16 самолетов в год. Производство перспективного ударного вертолета HAL Prachand, предназначенного для боевых действий в условиях высокогорья, осуществляется в недавно построенном ангаре для производства легких боевых вертолетов вертолётного подразделения комплекса HAL.
В рамках политики «Сделано в Индии» и планирования увеличения доли экспорта оборонной продукции, для достижения цели в 5 миллиардов долларов к 2025 году, HAL планирует создать логистические базы в Индонезии, Малайзии, Шри-Ланке и Вьетнаме с приоритетной целью для Юго-Восточной Азии, Западной Азии и рынков Северной Африки. Они не только будут способствовать продвижению продукции HAL, но и станут сервисными центрами для обслуживания и ремонта авиатехники советского и российского производства.

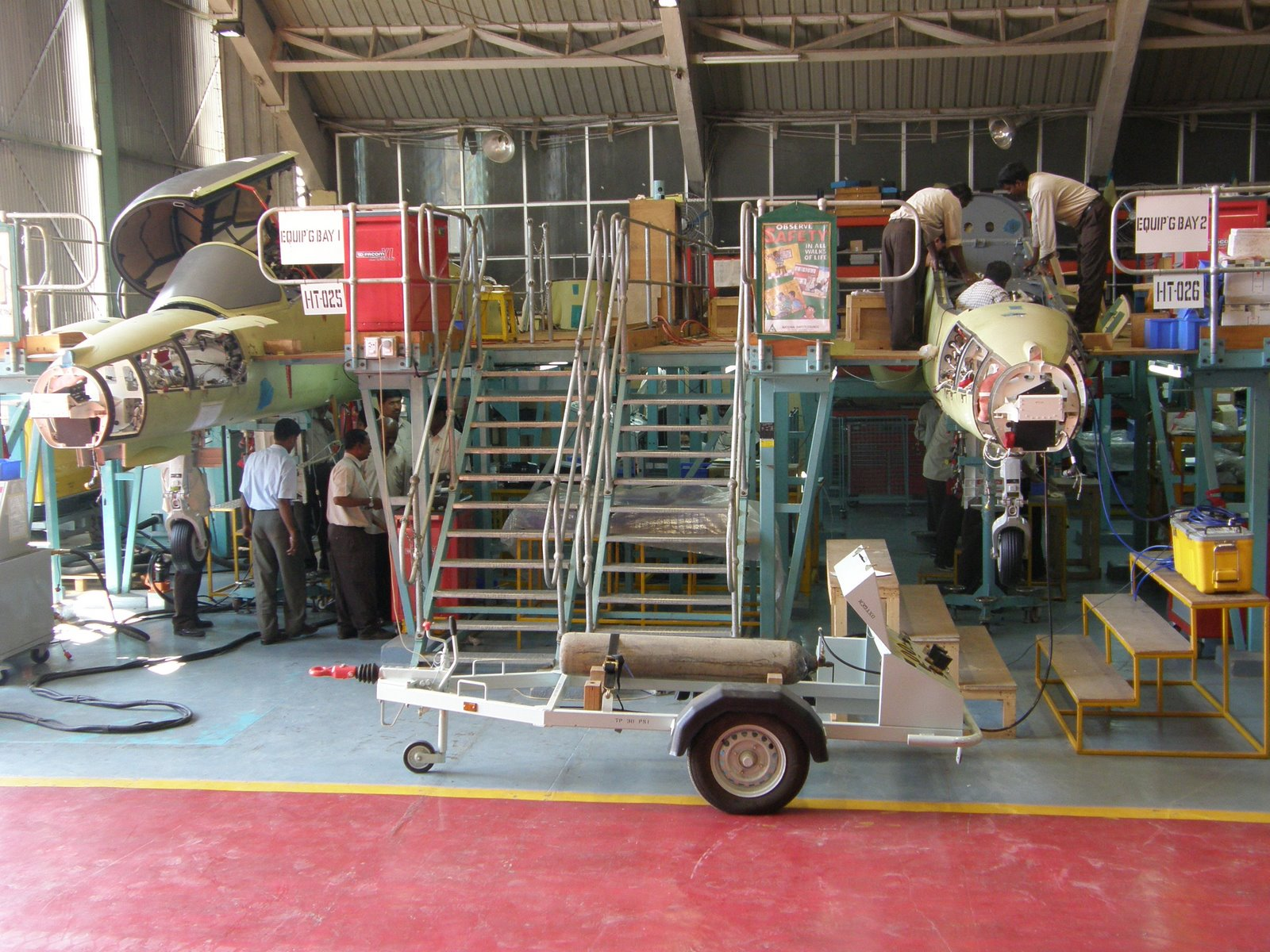
Сборка лицензионных учебно-тренировочных самолетов Hawker Siddeley Hawk на заводе в Бангалоре

## Операционная деятельность и соглашения
HAL как одна из крупнейших аэрокосмических компаний в Азии, имеет годовой оборот более 3 миллиардов долларов США. Более 40% доходов HAL поступает от международных сделок по производству авиационных двигателей, запасных частей и других авиационных материалов. Неполный список основных операций, проводимых HAL, включает следующее:

### Международные соглашения и контракты
- Контракт на сумму 15 миллионов долларов США на поставку заготовок из стали и никелевых сплавов компании GE Aviation (подразделения General Electric) для ее  программ по производству авиационных двигателей[11].
- Контракт на производство 1000 авиационных двигателей Honeywell TPE331 для компании Honeywell стоимостью 200 000 долларов США каждый (общая стоимость сделки оценивается в 200 миллионов долларов США)[12].
- Контракт на экспорт композитных материалов на сумму 100 миллионов долларов и проект разработки беспилотного вертолета совместно с Israel Aerospace Industries[13][14]
- Контракт на производство авиационных запчастей для Боинг на сумму 1 миллиард долларов США[15][16].
- Сделка на сумму 120 миллионов долларов США по производству Dornier 228 для швейцарской компании RUAG[17].
- Производство деталей для самолетов компании Airbus на сумму 150 миллионов долларов США[18].
- Контракт на сумму 30 миллионов долларов США на поставку авионики для малайзийского Су-30МКМ[19]

### Внутренние соглашения и контракты
- Компания «Рособоронэкспорт» ведет переговоры о производстве дополнительного количества сверхзвуковых истребителей Су-30МКИ на территории Индии для нужд ВВС. Предполагаемая сумма контракта 3,2 миллиарда долларов США[20]
- 200 легких боевых вертолетов HAL LCH для ВВС Индии и 500 вертолетов HAL Dhruv на сумму 5,83 миллиарда долларов США.
- Строительство аэрокосмического центра стоимостью 900 миллионов долларов США в Шамшабаде, штат Телингана[21]
- Модернизация парка истребителей-бомбардировщиков SEPECAT Jaguar ВВС Индии на сумму 57 миллионов долларов США[22].
- Строительство учебный центр с симуляторами полетов стоимостью 55 миллионов долларов  в Бангалоре в сотрудничестве с канадской компанией CAE[23].

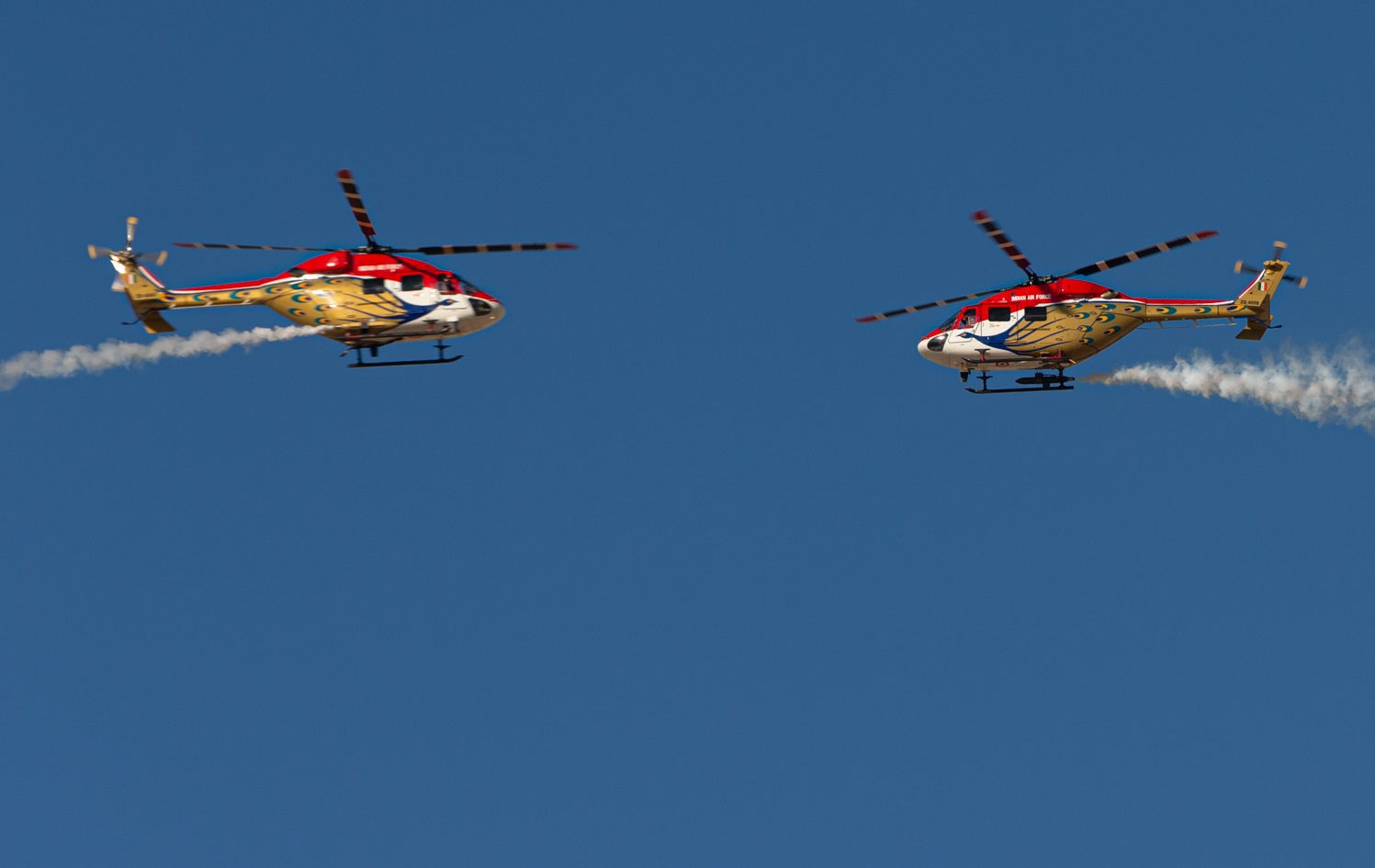
Вертолеты «HAL Dhruv пилотажной группы Саранг» ВВС Индии

## Собственная продукция
За прошедшие годы HAL спроектировала и разработала несколько авиационных систем, таких как HF-24 Marut, Dhruv, Prachand.
HAL работает с использованием технологий, переданных от Организации оборонных исследований и разработок Индии, в сотрудничестве с Bharat Electronics в области авионики и Indian Ordnance Factory в области бортовых систем вооружения и боеприпасов.
HAL поставляет Индийской организации космических исследований интегрированные ступени L-40 для ракет-носителей GSLV Mk II, топливные баки, линии питания ракет-носителей PSLV, GSLV MKII и GSLV MKIII, а также системы различных спутников.

### Истребители
- HAL HF-24 Marut - первый реактивный истребитель индийского производства, снят с производства в конце 80-х, производились версии Mk.1 и Mk.1T (произведено около 200 самолетов)
- HAL HF-73 - нереализованный проект  сверхзвукового многоцелевого истребителя.
- HAL Tejas - индийский лёгкий многоцелевой истребитель четвёртого поколения. Mk.1 (40 поставлено в ВВС), Mk.1A (83 заказано), Mk. 2 (в процессе разработки и испытаний)
- Cухой/HAL FGFA - в конце апреля 2018 года Индия вышла из совместного с Россией проекта FGFA. Индийские военные посчитали, что создаваемый российский истребитель не отвечает заявленным требованиям скрытности. Также индийская сторона полагает, что боевая авионика, радары и датчики российской разработки не соответствуют стандартам боевого самолёта пятого поколения[24].
- HAL AMCA - перспективный средний боевой самолет  —  индийская программа по разработке малозаметного многоцелевого боевого самолета пятого поколения для ВВС и ВМС Индии, который также будет включать в себя технологии шестого поколения (в разработке).
- HAL TEDBF - двухдвигательный палубный истребитель HAL - многоцелевой боевой самолет с аэродинамической схемой «утка», который в настоящее время разрабатывается для ВМС Индии.

### Учебно-тренировочные самолеты
- HAL HT-2 - учебно-тренировочный самолет, ставший первым самолетом индийской разработки, строившимся в больших количествах. Самолет был создан специалистами HAL в качестве учебно-тренировочного для начальной летной подготовки. За основу при проектировании был взят самолет de Havilland Canada DHC-1 Chipmunk.
- HAL-26 Pushpak  - двухместный моноплан спроектированный и построенный в 50-е годы на основе американской модели Aeronca Chief.
- HAL HJT-16 Kiran  - реактивный учебно-тренировочный самолет производства 60-х годов.
- HPT-32 Deepak - поршневой учебный самолет первичной летной подготовки разработки конца 70-х годов.
- HTT-34 - турбовинтовая версия HPT-32. Не пошел в серийное производство из-за отсутствия потребности ВВС Индии в такой машине.
- HAL HJT-36 Sitara - реактивный учебно-тренировочный самолёт. Предполагается закупка от 200 до 250 HJT-36 для замены индийских УТС HJT-16 Kiran.
- HAL HTT-40 - турбовинтовой учебно-тренировочный самолет, в производстве с 2016 года. НТТ-40 позиционируется как самолет начальной и основной подготовки летчиков. ВВС заказали 70 самолетов этого типа[25]
- HAL HLFT-42 - разработан как сверхзвуковой учебно-тренировочный самолет нового поколения и служит усовершенствованным учебно-тренировочным самолетом для будущих истребителей HAL Tejas Mk2 и HAL AMCA[26].

### Пассажирские самолеты
- NAL Saras - лёгкий гражданский многоцелевой самолёт разрабатываемый совместно с индийской авиастроительной компанией National Aerospace Laboratories с 2004 года. Выпущено два прототипа.
- Indian Regional Jet (IRJ) - региональный авиалайнер, разрабатываемый совместно с Национальными аэрокосмическими лабораториями Индии. Планируется, что самолет будет турбовинтовым или реактивным вместимостью 80–100 пассажиров.

### Вертолеты
- HAL Light Utility Helicopter - легкий многоцелевой вертолет предназначенный для замены в ВВС Индии французских вертолетов Аэроспасьяль SA 315B «Лама» и Аэроспасьяль SA.316/SA.319 «Алуэт» III. Произведено 3 единицы, заказано 12[27].
- HAL Prachand - ударный вертолет, созданный для высокогорных условий применения. Проходит испытания.
- HAL Dhruv - многоцелевой  вертолёт, разработанный при поддержке немецкого концерна Messerschmitt-Bölkow-Blohm.
- HAL Rudra - ударная модификация HAL Dhruv, оборудуется автоматической 20-мм пушкой, установленной на турельной установке и управляемым ракетным вооружением, например, ПТУР.

### Беспилотные летательные аппараты

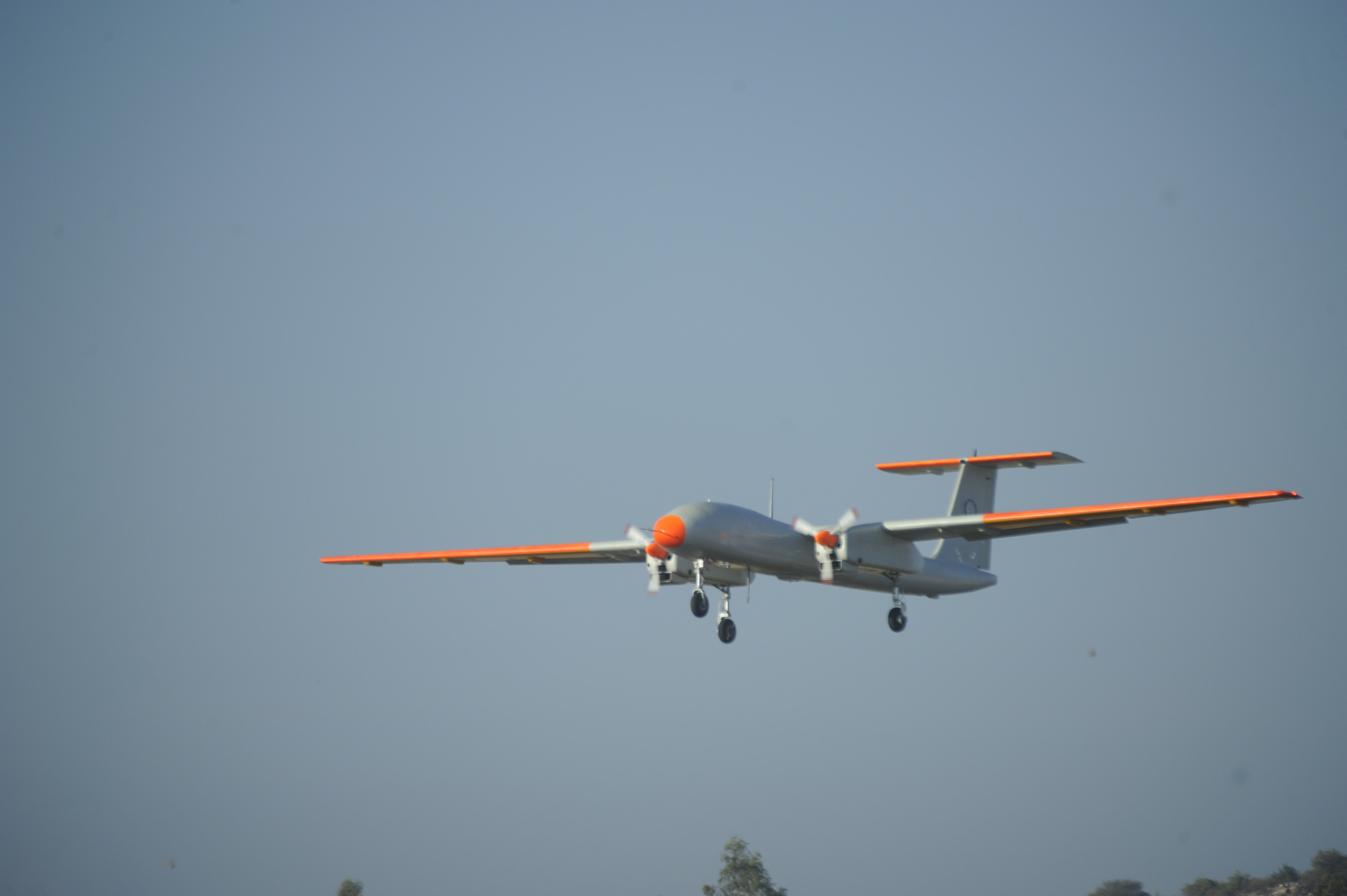
БПЛА Rustom 1, предназначенный для разведывательных миссий

- БПЛА Rustom 1, предназначенный для разведывательных миссийLakshya PTA - разведывательный беспилотный летательный аппарат  ВВС Индии. Состоит на вооружении с 2000 года.
- IAI-HAL NRUAV - БПЛА вертолетного типа разработанный HAL совместно с израильской Israel Aerospace Industries для нужд индийского флота
- TAPAS-BH-201 - средневысотный беспилотный летательный аппарат большой продолжительности полета, разрабатываемый  по образцу  MQ-1 Predator[28].
- Rustom 1 - средневысотный беспилотный летательный аппарат длительного пребывания в воздухе.
- Nishant - разведывательный беспилотный летательный аппарат. Первый полёт совершил в 1995 году. Предназначен для наблюдения, целеуказания, корректировки артиллерийского огня, оценки ущерба над вражеской территорией.

### Двигатели

#### Криогенные ракетные двигатели
- CE-7.5 — криогенный ракетный двигатель, разработанный Индийской организацией космических исследований для привода верхней ступени ракеты-носителя GSLV Mk-2.
- CE-20 — криогенный ракетный двигатель для питания верхней ступени ракеты-носителя LVM3.

#### Турбореактивные двигатели
- PTAE-7 - реактивный двигатель для беспилотного летательного аппарата Lakshya PTA.

#### Турбовентиляторные двигатели
- GTRE GTX-35VS Kaveri - проект турбовентиляторного двигателя с форсажной камерой, разрабатываемый для легкого многоцелевого истребителя HAL Tejas.
- HAL HTFE-25 - проект турбовентиляторного двигателя с тягой 25 кН, разрабатываемый для перспективных боевых самолетов[29].

#### Турбовальные двигатели
- Safran Ardiden - турбовальный двигатель мощностью 1,400–2,000 л.с. (1,000–1,500 кВт) производящийся для боевых вертолетов HAL Dhruv. Совместная разработка с Safran Helicopter Engines.
- HAL HTSE-1200 («Hindustan Turbo Shaft Engine») — разрабатываемый турбовальный двигатель, предназначенный для вертолетов одномоторного класса массой 3,5 тонны и двухдвигательных вертолетов массой 5-8 тонн.

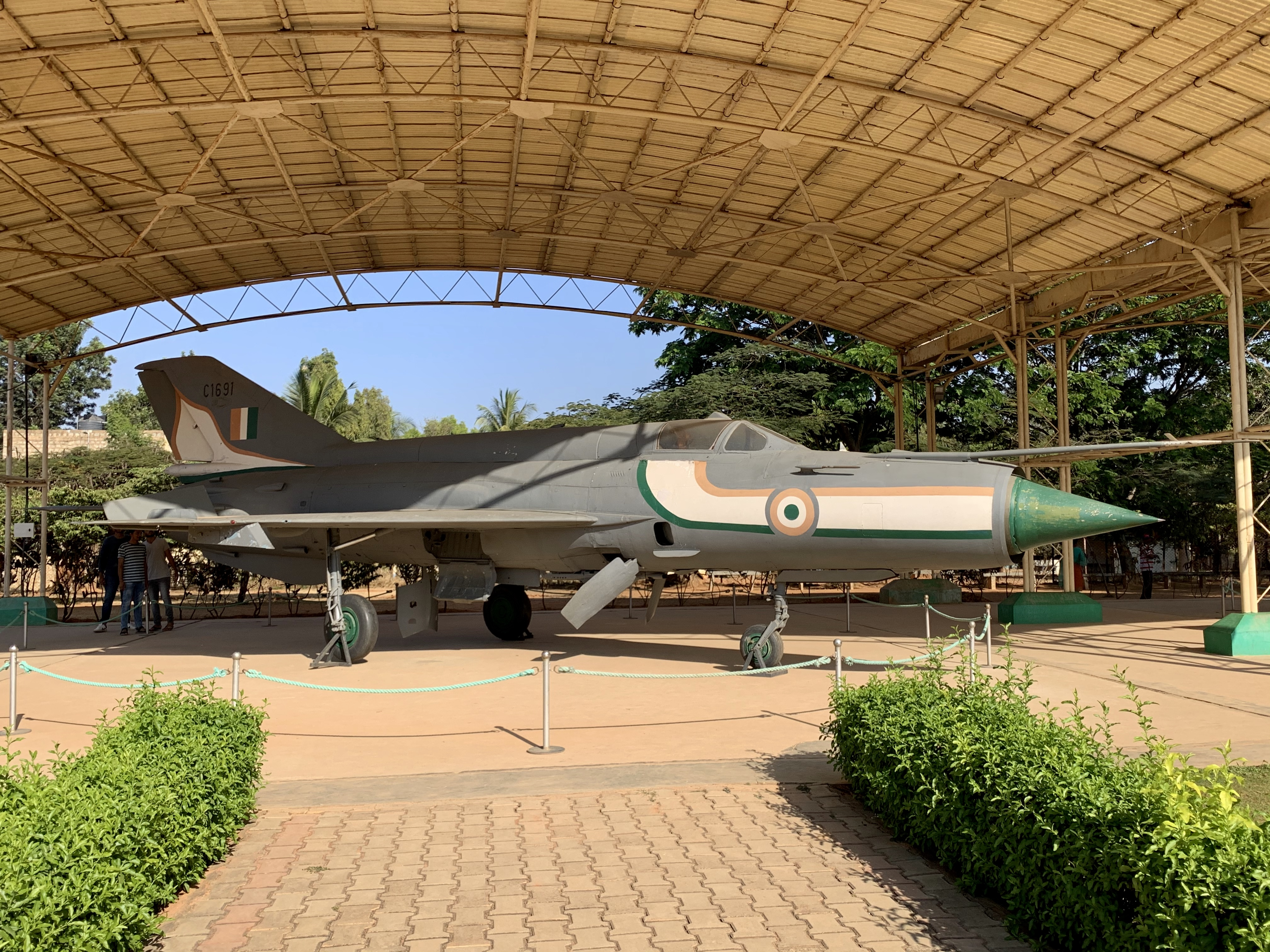
Миг-21ФЛ произведенный по лицензии в музее HAL в Бангалоре

## Лицензионная продукция

### Истребители
- Де Хэвилленд DH.100 «Вампир» - первый реактивный истребитель построенный HAL по лицензии (произведено более 300 единиц)[30].
- МиГ-21 - более 600 произведенных самолетов в модификациях ФЛ, М, Бис.
- Folland Gnat - лицензионная версия имела название HAL Ajeet. Построено 89 самолетов.
- МиГ-27МЛ - всего поставлено из СССР и выпущено в Индии 210 самолётов.
- SEPECAT Jaguar - версии IS, IB, IM.
- Су-30МКИ - версия Су-30МК для Индии.

### Учебно-тренировочные самолеты
- Harlow PC-5 - первый самолет собранный и произведенный HAL
- Percival Prentice - британский учебно-тренировочный самолет, произведенный в количестве 66 штук по лицензии.
- Хокер Сиддли «Хок» - современный британский УТС. В планах производство 42 самолетов.

### Пассажирские самолеты
- Hawker Siddeley HS 748 - Серии 1 и 2 самолёта Avro 748 производились по лицензии в Индии компанией HAL под индексом HAL-748. Всего HAL построила 89 самолётов — 72 ВВС Индии (в транспортной версии) и 17 для авиакомпании Indian Airlines.
- Dornier Do 228 - построено 117 штук + фюзеляж, крылья и хвостовое оперение для производства модернизированного варианта Dornier 228 NG[17].

### Вертолеты
- Аэроспасьяль SA 315B «Лама» - в лицензионной версии HAL Cheetah.
- Аэроспасьяль SA.316/SA.319 «Алуэт» III -  в лицензионной версии HAL Chetak.

### Двигатели

#### Турбовентиляторные двигатели
- Rolls-Royce Turbomeca Adour - двигатель для SEPECAT Jaguar (в версии Mk 811) и для Хокер Сиддли «Хок» (в версии Mk 871)  производимых по лицензии.
- РД-33МК - двигатель для лицензионных МиГ-29К.
- АЛ-31ФП - двигатель для лицензионных Су-30МКИ.
- Honeywell TPE331 - двигатель для лицензионных Dornier Do 228.

#### Турбовальные двигатели
- Turbomeca TM 333 - лицензионный двигатель для вертолета HAL Dhruv.